# Академические экспедиции (1768—1774)
Академические экспедиции 1768—1774 годов — вторая часть Академических экспедиций, проведённых по инициативе и под руководством Императорской академии наук на территории Поволжья, Урала и Сибири, а также на Русском Севере, в Прикаспии и на Кавказе.

## История
Возглавлял экспедиции академик П. Паллас, отдельные отряды возглавляли И. Лепёхин, И. Георги, И. Гюльденштедт, И. Фальк и С. Гмелин.
Экспедиции проводили первое комплексное описание малоизученных регионов, они изучали природные ресурсы регионов, города и население, исторические памятники, рудники и заводы.

## Значение
Академическая экспедиция имела и теоретическое и практическое значение. Было составлено описание тех регионов, через которые проходила экспедиция. Также был собран богатейший географический и биологический материал. Собранные коллекции обогатили Кунсткамеру. В результате экспедиции, участвовавшие в ней молодые учёные, получили большой опыт и в будущем стали академиками. Это Соколов[уточнить], Н. Я. Озерецковский и Зуев. Кроме того экспедиция дала толчок для написания топографических описаний отдельных губерний и в регионах, то есть стала развиваться и местная наука.